# كاستانيتو بو
كاستانييتو بو هي بلدية في مدينة تورينو الكبرى في منطقة بيمنتة الإيطالية، وتقع على بعد حوالي 20 كيلومتر شمال شرق تورينو.
تقع حدود كاستانييتو بو على البلديات التالية: شيفاسو، وسان سيباستيانو دا بو، وسان رافاييلي شيمينا، وكازالبورجوني، وريفالبا.